# Мусат

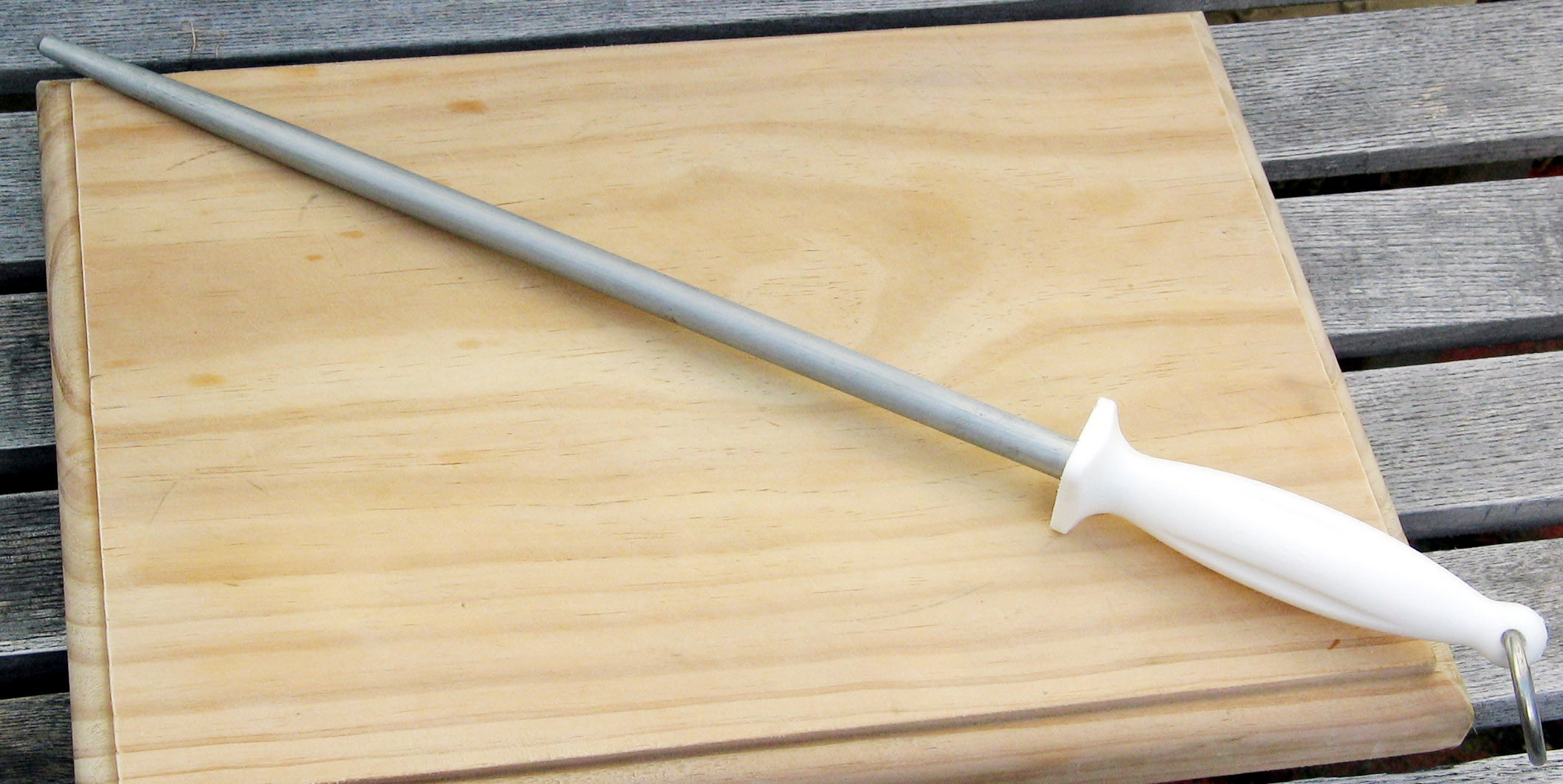
Стальной мусат

Муса́т (от тур. masat) — ручной инструмент в виде металлического или керамического стержня, предназначенный для быстрого затачивания и правки режущей кромки кухонных ножей. Им исправляются заглаживания, замины и загибы кромки, возникающие в процессе эксплуатации ножа.
Металлические мусаты с мелкой продольной насечкой, керамические мусаты и мусаты с абразивным покрытием (алмазным и др.) тонко стачивают кромку. Ими может выполняться заключительная обработка (доводка) кромки после её затачивания более грубым точильным бруском или другим заточным инструментом.
Собственно правка выполняется металлическим мусатом с гладко отшлифованным стержнем, формирующим острый угол кромки только за счёт давления на неё. Такой мусат предназначен для исправления самых незначительных заглаживаний. Например, профессиональные мясники используют его в процессе обвалки мяса каждые 1,5—2 минуты работы.
Мусаты гладкие и с насечкой изготавливаются из инструментальной или хромистой стали. Длина стержня около 20—25 см, диаметр 8—10 мм. Форма цилиндрическая (одинакового диаметра на всём его протяжении) или коническая (сужающаяся от основания к вершине). Например для советских предприятий общепита 1950-х годов стандартным был мусат длиной 21,7 см, диаметром 12 мм в основании и 5 мм в вершине.

Кроме мусата, для затачивания ножей также используются точильный брусок, оселок и ножеточка.